# Fin de fiesta (película de 1972)
Fin de fiesta es una película mexicana de 1972 dirigida por Mauricio Walerstein. Fue protagonizada por Isela Vega, José Gálvez y Sara García. 

## Sinopsis
La historia gira en torno a Gonzalo (José Gálvez) un respetado aristócrata quien organiza una fiesta para presentar en sociedad a su nueva novia, Helena (Helena Rojo). De repente, el cadáver de un hombre aparece en medio de la piscina, sin que nadie parezca reconocerlo. Cuando los asistentes a la fiesta se preparan para deshacerse del cadáver, creyendo que se trataba de un extraño, un grupo de motociclistas los descubren. Los recién llegados se niegan a abandonar la fiesta y amenazan con denunciar a la policía la aparición del muerto si no aparece el culpable del asesinato.
Los días transcurren y pronto los aristócratas y los intrusos comienzan a relacionarse de diversas maneras, llegando a desarrollar una relación peculiar.
En medio de una singular galería de personajes, aparece Doña Beatriz (Sara García), la dulce madre de Gonzalo. La inocente y cándida anciana resulta ser pieza clave en el misterio del hombre asesinado.

## Elenco
- Isela Vega ... Silvia
- Guillermo Murray ... Carlos
- José Gálvez ... Gonzalo de la Puente
- Sara García ... Doña Beatriz de la Puente
- Helena Rojo ... Helena
- Ana Martín ... Raquel
- Adriana Roel ... Marta Cervera
- Víctor Junco ... Rivas
- Milton Rodríguez ... Marcos
- Héctor Suárez ... El Pato
- Fernando Balzaretti ... El Rojo
- Sergio Kleiner ... Luis
- Gabriel Retes ... Sangre
- Daniela Rosen ... Claudia

## Premios y reconocimientos

### Premio Ariel(1972)
| Categoría                  | Persona            | Resultado |
| -------------------------- | ------------------ | --------- |
| Mejor Coactuación Femenina | Helena Rojo        | Ganadora  |
| Mejor Coactuación Femenina | Ana Martín         | Nominada  |
| Mejor Argumento Original   | Juan Manuel Torres | Nominado  |

## Comentarios
Esta película causó un tabú en su estreno en enero de 1972. Para muchos resultó perturbador ver a un personaje icónico del cine mexicano (Sara García), transformado en una violenta asesina homófoba.